# Adamson Bay
Die Adamson Bay ist eine häufig im antarktischen Sommer unvereiste Nebenbucht des Krok-Fjords in den Vestfoldbergen an der Ingrid-Christensen-Küste des ostantarktischen Prinzessin-Elisabeth-Lands. Sie liegt westlich des Burton Lake und südlich der Mule-Halbinsel.
Das Antarctic Names Committee of Australia benannte sie 1995 nach dem australischen Biologen Donald Argyle Adamson (1931–2002) von der Macquarie University, der in mehreren Kampagnen an der hier beschriebenen Bucht, in den Bunger Hills und in den Vestfoldbergen tätig war.